# Mukolipidose
Mukolipidosen (ML), auch Mucolipidosen geschrieben, sind eine Gruppe von vier äußerst seltenen autosomal-rezessiv vererbten lysosomalen Speicherkrankheiten. Die Mukolipidosen ähneln klinisch den Mukopolysaccharidosen, haben jedoch eine andere Ätiologie und sind zudem noch seltener als diese.

## Die Mukolipidosen
Die vier derzeit bekannten Mukolipidosen sind:
- Sialidose Typ II ((ML Typ I)
- I-Zellkrankheit (ML Typ II α/β)
- Pseudo-Hurler-Polydystrophie (ML Typ III α/β)
- Sialolipidose (ML Typ IV)

## Ätiologie
Die Ursache der Mukolipidosen sind Mutationen im Genom, welches für Membranproteine kodiert. Dies führt zu Fehlfunktionen im Stoffwechsel von Polysacchariden, Lipiden und Glykoproteinen. Im Gegensatz zu dem Krankheitsbild der Mukopolysaccharidosen werden Mukopolysaccharide normal metabolisiert.
Die Mukolipidosen werden autosomal-rezessiv vererbt.

## Pathologie und Diagnostik
Die Mukolipidosen zeichnen sich – mit Ausnahme der Pseudo-Hurler Polydystrophie – durch eine schwere psychomotorische Retardierung der Betroffenen aus. Fehlbildungen im Skelettaufbau (skelettale Dysmorphien) und Erkrankungen der Netzhaut können sehr unterschiedlich ausgeprägt sein.
Mittels enzymatischer und molekulargenetischer Verfahren können die vier Mukolipidosen pränatal und postnatal sicher diagnostiziert werden.

## Therapie
Es ist bisher keine kausale Therapie für die Mukolipidosen bekannt. Die Behandlung erfolgt im Wesentlichen symptomatisch.